# Lorne Worsley
Pour les articles homonymes, voir Worsley et Lorne (homonymie).
Temple de la renommée : 1980
Lorne John Worsley, dit Gump Worsley, (né le 14 mai 1929 à Montréal, Québec, Canada - mort le 26 janvier 2007 à Beloeil au Québec) est un gardien de but canadien de hockey sur glace de la Ligue nationale de hockey. Il a joué dans la Ligue nationale de hockey pour les Rangers de New York, les Canadiens de Montréal et les North Stars du Minnesota de 1952 à 1974.

## Biographie

### Sa jeunesse
Lorne Worsley hérite du surnom de « Gump » vers dix ans alors qu'un de ses camarades le surnomme ainsi en raison de la ressemblance de sa coupe de cheveux avec le personnage de bande dessinée Andy Gump. Il commence à jouer au hockey dans son quartier, dans la banlieue de Montréal au poste d'attaquant mais sa petite taille est un handicap et il lui est conseillé de devenir gardien de but. Alors qu'il commence sa carrière junior à ce poste, on lui demande s'il a un surnom ; il donne alors celui qu'il a reçu étant jeune et le garde tout au long de sa carrière.
En 1946, il intègre l'équipe junior des Cyclones de Verdun dans la Ligue de hockey junior du Québec (LHJQ). Il passe deux saisons avec cette équipe sponsorisée par les Rangers de New York ce qui lui permet de participer aux camps d'entraînement de pré-saison de ces derniers.

### Débuts professionnels
En 1949, après son troisième essai, il est conservé dans l'effectif professionnel des Rangers mais envoyé dans l'Eastern Hockey League (EHL) pour jouer avec les Rovers de New York. Il joue dans les ligues mineures pendant quatre saisons. Il est nommé dans la première équipe d'étoiles de l'EHL en 1950, remporte le titre de meilleure recrue et de meilleur gardien de l'année dans la United States Hockey League (USHL) en 1951 et fait partie à nouveau de la première équipe d'étoiles. Il joue en ligue mineure jusqu'au début de la saison 1952-1953 qu'il doit à nouveau rejoindre avec les Quakers de Saskatoon dans la Western Hockey League. Mais le gardien titulaire des Rangers, Charlie Rayner, se blesse lors d'un match exhibition et c'est Worsley qui commence la saison au poste de gardien. Il encaisse cinq buts lors de la défaite de son équipe contre les Red Wings de Détroit mais le New York Times dit de lui qu'il a brillé dans la défaite. Il joue 50 matchs avec les Rangers qui terminent derniers de la ligue avec seulement 17 victoires. Pour sa première saison dans la LNH, il enregistre 13 victoires contre 29 défaites et 8 matchs nuls et conserve une moyenne de 3,09 buts encaissés par match. Bien que son équipe termine à la dernière place, il remporte le trophée Calder du meilleur joueur recrue de la saison.
En 1953, les Rangers engagent Johnny Bower et envoient Worsley à Vancouver où il passe toute la saison 1953-54 et devient ainsi le premier vainqueur du trophée Calder à ne disputer aucun match dans la LNH. Il se distingue à nouveau dans la WHL, remporte les titres de meilleur gardien et de meilleur joueur de la saison et est nommé dans la première équipe d'étoiles. La saison suivante, il est nommé au poste de gardien titulaire des Rangers en remplacement de Bower qui fait le chemin inverse vers les Canucks de Vancouver.

### Les années de gloire
Le 4 juin 1963, il est échangé aux Canadiens de Montréal en compagnie de Dave Balon, Léon Rochefort et Len Ronson contre Jacques Plante, Don Marshall et Phil Goyette. Des blessures le contraignent cependant à passer l'essentiel de sa première saison avec les As de Québec dans la Ligue américaine de hockey pour se soigner. Il est de retour avec Montréal au cours de la saison 1964-1965 où les Canadiens terminent à la deuxième place de la ligue à l'issue de la saison régulière. Lors des séries éliminatoires, il est titulaire et dispute 8 des 13 matchs de son équipe, remporte 5 victoires dont deux par un blanchissage et termine avec une moyenne de 1,68 but encaissé par match. Il remporte ainsi sa première coupe Stanley contre les Black Hawks de Chicago.
Pour la saison 1965-1966, il est le gardien numéro un des Canadiens et joue 51 des 70 matchs de son équipe qui termine à la première place de la saison régulière. Avec Charlie Hodge, deuxième gardien de Montréal, ils remportent le trophée Vézina des gardiens de l'équipe ayant encaissé le moins de but. Les Canadiens et Worsley remportent une deuxième coupe Stanley consécutive en battant les Red Wings de Détroit en finale.
Après une saison 1967 où il ne joue que 20 matchs avec les Canadiens qui perdent en finale contre les Maple Leafs de Toronto, Worsley voit partir Charlie Hodge vers les Seals de la Californie à la suite du repêchage d'expansion qui fait passer la ligue de six à douze franchises. Les Canadiens font désormais partie de la division Est en compagnie des cinq autres équipes de la saison précédente et Worsley partage désormais les filets avec Rogatien Vachon. Worsley effectue sa meilleure saison dans la LNH en termes de statistiques avec six blanchissages, une moyenne de 1,98 but encaissé par match, un nouveau trophée Vézina remporté avec Vachon et il est sélectionné dans la première équipe d'étoiles de la LNH. Les séries sont ensuite une formalité pour les Canadiens qui remportent la Coupe Stanley en ayant perdu un seul de leurs treize matchs disputés.
En 1968-1969, Worsley, malade, laisse Vachon prendre sa place de fin novembre à début janvier puis partage le filet avec ce dernier. Les Canadiens finissent à nouveau premiers de la division Est et se qualifient pour les séries éliminatoires. En quart de finale contre les Rangers de New York, Worsley remporte les trois premiers matchs avant de se faire remplacer au cours du quatrième à cause d'une blessure au genou. Il remporte les deux premiers matchs suivants contre les Bruins de Boston mais après avoir accordé cinq buts à ceux-ci lors du troisième match, il est remplacé par Vachon et les Canadiens éliminent les Bruins en six matchs. Worsley, qui s'est fracturé un doigt, regarde ensuite Vachon et ses coéquipiers battre les Blues de Saint-Louis en quatre matchs et il remporte une 4e Coupe Stanley en cinq ans.

### Fin de carrière
En 1969, après seulement six matchs disputés, Worsley décide de prendre sa retraite. Il quitte Montréal après 172 matchs disputés avec les Canadiens en saison régulière et seulement 44 défaites, soit moins d'un match sur quatre ; il reste aussi sur 39 matchs en séries éliminatoires, terminant avec une moyenne de 1,91 but encaissé par match et quatre Coupes Stanley remportées. Cependant, Wren Blair, directeur général des North Stars du Minnesota lui téléphone et, bien que Worsley lui rétorque qu'il a quarante ans, il lui offre 500 dollars par victoire, 250 par match nul, 100 par blanchissage et parvient à le décider à s'engager avec la franchise du Minnesota. À la fin de la saison 1970-1971, il veut à nouveau prendre sa retraite mais Blair lui demande de jouer une saison de plus en lui promettant une place de dépisteur à l'issue de sa carrière ; une nouvelle fois, Worsley accepte.

### Après carrière et postérité
Il prend enfin sa retraite sportive à l'âge de 44 ans en 1974. Lui qui refusait de porter un masque en déclarant « my face is my mask » (mon visage est mon masque) en porte finalement un pour les six derniers matchs de sa carrière. Comme promis, il devient dépisteur pour la franchise, poste qu'il occupe pendant dix ans.
En 1980, il est intronisé au temple de la renommée du hockey.
Il meurt à l'âge de 77 ans le 26 janvier 2007 des suites d'une attaque cardiaque subie cinq jours plus tôt. Cette même année et en son honneur, le groupe de rock canadien The Weakerthans lui dédie un morceau sur son album Reunion Tour : Elegy for Gump Worsley.

## Statistiques
| Saison     | Équipe                         | Ligue      |     | Saison régulière | Saison régulière | Saison régulière | Saison régulière | Saison régulière | Saison régulière | Saison régulière | Saison régulière | Saison régulière | Saison régulière |    | Séries éliminatoires | Séries éliminatoires | Séries éliminatoires | Séries éliminatoires | Séries éliminatoires | Séries éliminatoires | Séries éliminatoires | Séries éliminatoires | Séries éliminatoires | Séries éliminatoires |
| Saison     | Équipe                         | Ligue      | PJ  | V                | D                | Pr/N             | Min              | BC               | Moy              | % Arr            | Bl               | Pun              | PJ               | V  | D                    | N                    | Min                  | BC                   | Moy                  | % Arr                | Bl                   | Pun                  |                      |                      |
| 1946-1947  | Cyclones de Verdun             | LHJQ       | 25  | 6                | 18               | 1                | 1 500            | 138              | 5,52             |                  | 3                |                  |                  |    |                      |                      |                      |                      |                      |                      |                      |                      |                      |                      |
| 1947-1948  | Cyclones de Verdun             | LHJQ       | 29  | 13               | 11               | 5                | 1 740            | 95               | 3,28             |                  | 1                |                  | 5                | 1  | 4                    | 0                    | 317                  | 21                   | 3,97                 |                      | 0                    |                      |                      |                      |
| 1948-1949  | St. Francis Xavier de Montréal | MMJHL      | 47  | 24               | 21               | 2                | 2 840            | 122              | 2,58             |                  | 7                |                  | 5                | 2  | 3                    | 0                    | 310                  | 16                   | 3,10                 |                      | 0                    |                      |                      |                      |
| 1948-1949  | Rovers de New York             | LHSQ       | 2   |                  |                  |                  | 120              | 5                | 2,50             |                  | 0                |                  |                  |    |                      |                      |                      |                      |                      |                      |                      |                      |                      |                      |
| 1949-1950  | Rovers de New York             | EHL        | 47  | 25               | 17               | 5                | 2 830            | 133              | 2,86             |                  | 7                |                  | 12               | 8  | 2                    | 0                    | 720                  | 27                   | 2,25                 |                      | 1                    |                      |                      |                      |
| 1949-1950  | Ramblers de New Haven          | LAH        | 2   | 2                | 0                | 0                | 120              | 4                | 2,00             |                  | 0                |                  |                  |    |                      |                      |                      |                      |                      |                      |                      |                      |                      |                      |
| 1950-1951  | Saints de St. Paul             | USHL       | 64  | 33               | 26               | 5                | 3 920            | 184              | 2,82             |                  | 3                |                  | 4                | 1  | 3                    | 0                    | 247                  | 9                    | 2,19                 |                      | 0                    |                      |                      |                      |
| 1951-1952  | Quakers de Saskatoon           | PCHL       | 66  | 33               | 19               | 14               | 3 960            | 206              | 3,07             |                  | 5                |                  | 13               | 10 | 3                    | 0                    | 818                  | 31                   | 2,27                 |                      | 1                    |                      |                      |                      |
| 1952-1953  | Quakers de Saskatoon           | WHL        | 13  | 5                | 7                | 1                | 780              | 50               | 3,84             |                  | 0                |                  |                  |    |                      |                      |                      |                      |                      |                      |                      |                      |                      |                      |
| 1952-1953  | Flyers d'Edmonton              | WHL        | 1   | 1                | 0                | 0                | 60               | 2                | 2,00             |                  | 0                |                  |                  |    |                      |                      |                      |                      |                      |                      |                      |                      |                      |                      |
| 1952-1953  | Rangers de New York            | LNH        | 50  | 13               | 29               | 8                | 3 000            | 153              | 3,06             |                  | 2                |                  |                  |    |                      |                      |                      |                      |                      |                      |                      |                      |                      |                      |
| 1953-1954  | Canucks de Vancouver           | WHL        | 70  | 39               | 24               | 7                | 4 200            | 168              | 2,40             |                  | 4                |                  | 12               | 7  | 4                    | 0                    | 709                  | 29                   | 2,45                 |                      | 0                    |                      |                      |                      |
| 1954-1955  | Rangers de New York            | LNH        | 65  | 15               | 33               | 17               | 3 900            | 197              | 3,03             |                  | 4                |                  |                  |    |                      |                      |                      |                      |                      |                      |                      |                      |                      |                      |
| 1955-1956  | Rangers de New York            | LNH        | 70  | 32               | 28               | 10               | 4 200            | 198              | 2,83             |                  | 4                |                  | 3                | 0  | 3                    |                      | 180                  | 14                   | 4,67                 |                      | 0                    |                      |                      |                      |
| 1956-1957  | Rangers de New York            | LNH        | 68  | 26               | 28               | 14               | 4 080            | 216              | 3,18             |                  | 3                |                  | 5                | 1  | 4                    |                      | 316                  | 21                   | 3,99                 |                      | 0                    |                      |                      |                      |
| 1957-1958  | Rangers de New York            | LNH        | 37  | 21               | 10               | 6                | 2 220            | 86               | 2,32             |                  | 4                |                  | 6                | 2  | 4                    |                      | 365                  | 28                   | 4,60                 |                      | 0                    |                      |                      |                      |
| 1957-1958  | Reds de Providence             | LAH        | 25  | 12               | 11               | 2                | 1 528            | 83               | 3,26             |                  | 0                |                  |                  |    |                      |                      |                      |                      |                      |                      |                      |                      |                      |                      |
| 1958-1959  | Rangers de New York            | LNH        | 67  | 26               | 30               | 11               | 4 001            | 198              | 2,97             |                  | 2                |                  |                  |    |                      |                      |                      |                      |                      |                      |                      |                      |                      |                      |
| 1959-1960  | Rangers de New York            | LNH        | 39  | 7                | 23               | 8                | 2 301            | 135              | 3,52             |                  | 0                |                  |                  |    |                      |                      |                      |                      |                      |                      |                      |                      |                      |                      |
| 1959-1960  | Indians de Springfield         | LAH        | 15  | 11               | 3                | 1                | 900              | 33               | 2,20             |                  | 3                |                  |                  |    |                      |                      |                      |                      |                      |                      |                      |                      |                      |                      |
| 1960-1961  | Rangers de New York            | LNH        | 59  | 20               | 29               | 8                | 3 473            | 190              | 3,28             |                  | 1                |                  |                  |    |                      |                      |                      |                      |                      |                      |                      |                      |                      |                      |
| 1961-1962  | Rangers de New York            | LNH        | 60  | 22               | 27               | 9                | 3 531            | 172              | 2,92             |                  | 2                |                  | 6                | 2  | 4                    |                      | 384                  | 21                   | 3,28                 |                      | 0                    |                      |                      |                      |
| 1962-1963  | Rangers de New York            | LNH        | 67  | 22               | 34               | 10               | 3 980            | 217              | 3,27             |                  | 2                |                  |                  |    |                      |                      |                      |                      |                      |                      |                      |                      |                      |                      |
| 1963-1964  | Canadiens de Montréal          | LNH        | 8   | 3                | 2                | 2                | 444              | 22               | 2,97             |                  | 1                |                  |                  |    |                      |                      |                      |                      |                      |                      |                      |                      |                      |                      |
| 1963-1964  | As de Québec                   | LAH        | 47  | 30               | 16               | 1                | 2 820            | 128              | 2,72             |                  | 5                |                  | 9                | 4  | 5                    | 0                    | 543                  | 29                   | 3,20                 |                      | 0                    |                      |                      |                      |
| 1964-1965  | As de Québec                   | LAH        | 37  | 24               | 12               | 1                | 2 247            | 101              | 2,70             |                  | 2                |                  |                  |    |                      |                      |                      |                      |                      |                      |                      |                      |                      |                      |
| 1964-1965  | Canadiens de Montréal          | LNH        | 19  | 10               | 7                | 1                | 1 020            | 50               | 2,94             |                  | 1                |                  | 8                | 5  | 3                    |                      | 501                  | 14                   | 1,68                 |                      | 2                    |                      |                      |                      |
| 1965-1966  | Canadiens de Montréal          | LNH        | 51  | 29               | 14               | 6                | 2 899            | 114              | 2,36             |                  | 2                |                  | 10               | 8  | 2                    |                      | 602                  | 20                   | 1,99                 |                      | 1                    |                      |                      |                      |
| 1966-1967  | Canadiens de Montréal          | LNH        | 18  | 9                | 6                | 2                | 888              | 47               | 3,18             |                  | 1                |                  | 2                | 0  | 1                    |                      | 80                   | 2                    | 1,50                 |                      | 0                    |                      |                      |                      |
| 1967-1968  | Canadiens de Montréal          | LNH        | 40  | 19               | 9                | 8                | 2 213            | 73               | 1,98             |                  | 6                |                  | 12               | 11 | 0                    |                      | 672                  | 21                   | 1,88                 |                      | 1                    |                      |                      |                      |
| 1968-1969  | Canadiens de Montréal          | LNH        | 30  | 19               | 5                | 4                | 1 703            | 64               | 2,25             |                  | 5                |                  | 7                | 5  | 1                    |                      | 370                  | 14                   | 2,27                 |                      | 0                    |                      |                      |                      |
| 1969-1970  | Canadiens de Montréal          | LNH        | 6   | 3                | 1                | 2                | 360              | 14               | 2,33             |                  | 0                |                  |                  |    |                      |                      |                      |                      |                      |                      |                      |                      |                      |                      |
| 1969-1970  | North Stars du Minnesota       | LNH        | 8   | 5                | 1                | 1                | 453              | 20               | 2,65             |                  | 1                |                  | 3                | 1  | 2                    |                      | 180                  | 14                   | 4,67                 |                      | 0                    |                      |                      |                      |
| 1970-1971  | North Stars du Minnesota       | LNH        | 24  | 4                | 10               | 8                | 1 369            | 57               | 2,50             |                  | 0                |                  | 4                | 3  | 1                    |                      | 240                  | 13                   | 3,25                 |                      | 0                    |                      |                      |                      |
| 1971-1972  | North Stars du Minnesota       | LNH        | 34  | 16               | 10               | 7                | 1 923            | 68               | 2,12             |                  | 2                |                  | 4                | 2  | 1                    |                      | 194                  | 7                    | 2,16                 |                      | 1                    |                      |                      |                      |
| 1972-1973  | North Stars du Minnesota       | LNH        | 12  | 6                | 2                | 3                | 624              | 30               | 2,88             |                  | 0                |                  |                  |    |                      |                      |                      |                      |                      |                      |                      |                      |                      |                      |
| 1973-1974  | North Stars du Minnesota       | LNH        | 29  | 8                | 14               | 5                | 1 601            | 86               | 3,22             |                  | 0                |                  |                  |    |                      |                      |                      |                      |                      |                      |                      |                      |                      |                      |
| Totaux LNH | Totaux LNH                     | Totaux LNH | 861 | 335              | 352              | 150              | 50 183           | 2 407            | 2,88             |                  | 43               |                  | 70               | 40 | 26                   |                      | 4 084                | 189                  | 2,78                 |                      | 5                    |                      |                      |                      |

## Honneurs et récompenses
- Première équipe d'étoiles de l'Eastern Hockey League : 1950 ;
- Première équipe d'étoiles de la United States Hockey League : 1951 ;
- Recrue de l'année de la United States Hockey League : 1951 ;
- Meilleur gardien de la United States Hockey League : 1951 ;
- Deuxième équipe d'étoiles de la Pacific Coast Hockey League : 1952 ;
- Trophée Calder : 1953 ;
- Première équipe d'étoiles de la Western Hockey League : 1951 ;
- Meilleur gardien de l'année de la Western Hockey League : 1951 ;
- Meilleur joueur de l'année de la Western Hockey League : 1951 ;
- Match des étoiles de la Ligue nationale de hockey : 1961, 1962, 1965 et 1972 ;
- Première équipe d'étoiles de la Ligue américaine de hockey : 1964 ;
- Champion de la Coupe Stanley : 1965, 1966, 1968 et 1969 ;
- Deuxième équipe d'étoiles de la Ligue nationale de hockey : 1966 ;
- Vainqueur du trophée Vézina : 1966 et 1968 ;
- Première équipe d'étoiles de la Ligue nationale de hockey : 1968 ;
- Intronisé au Temple de la renommée du hockey : 1980.